# Murg (Nordschwarzwald)

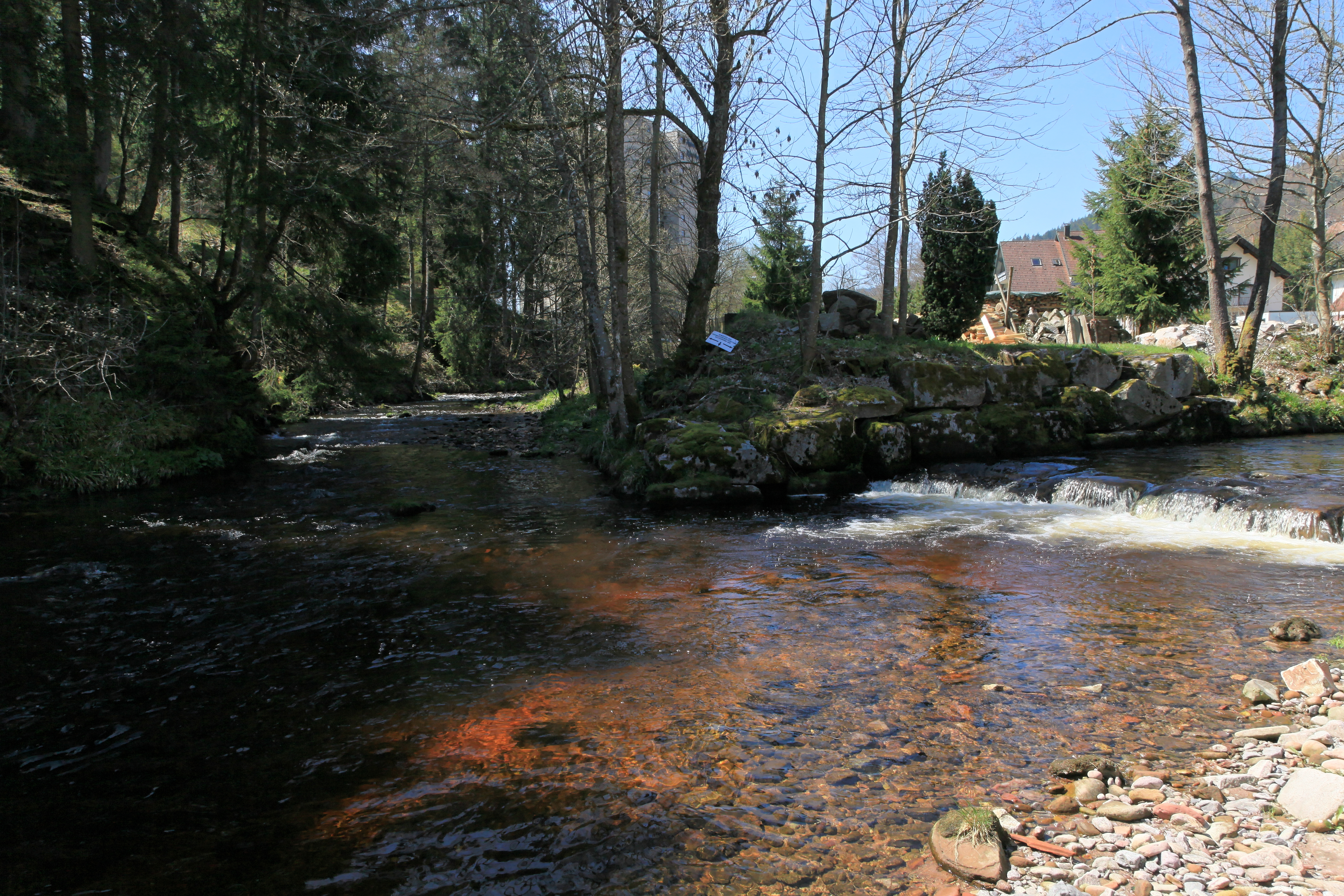
Zusammenfluss von Rechtmurg (von links oben) und Rotmurg in Baiersbronn-Obertal

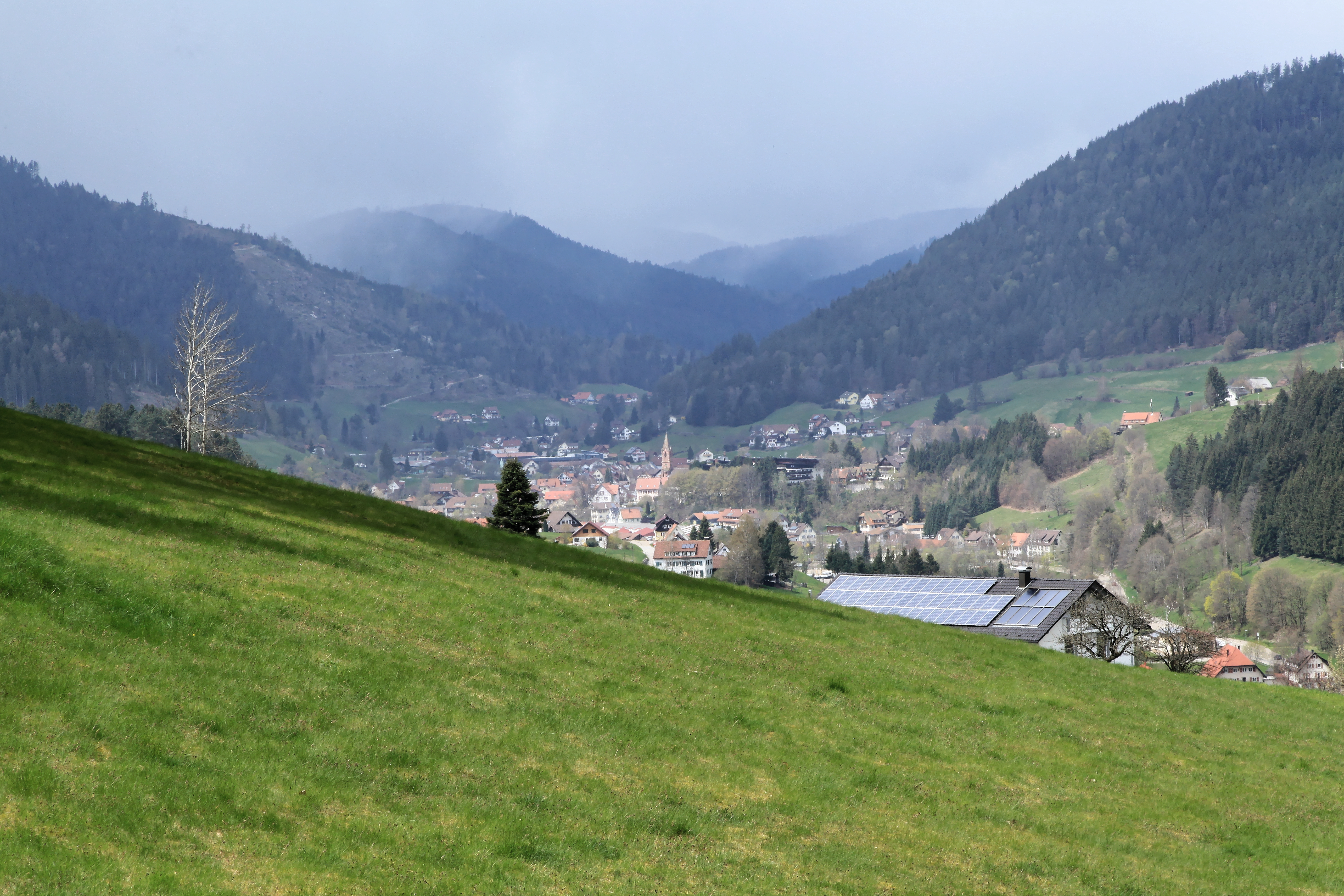
Oberes Murgtal in Baiersbronn-Mitteltal, Blick talaufwärts nach Nordwesten

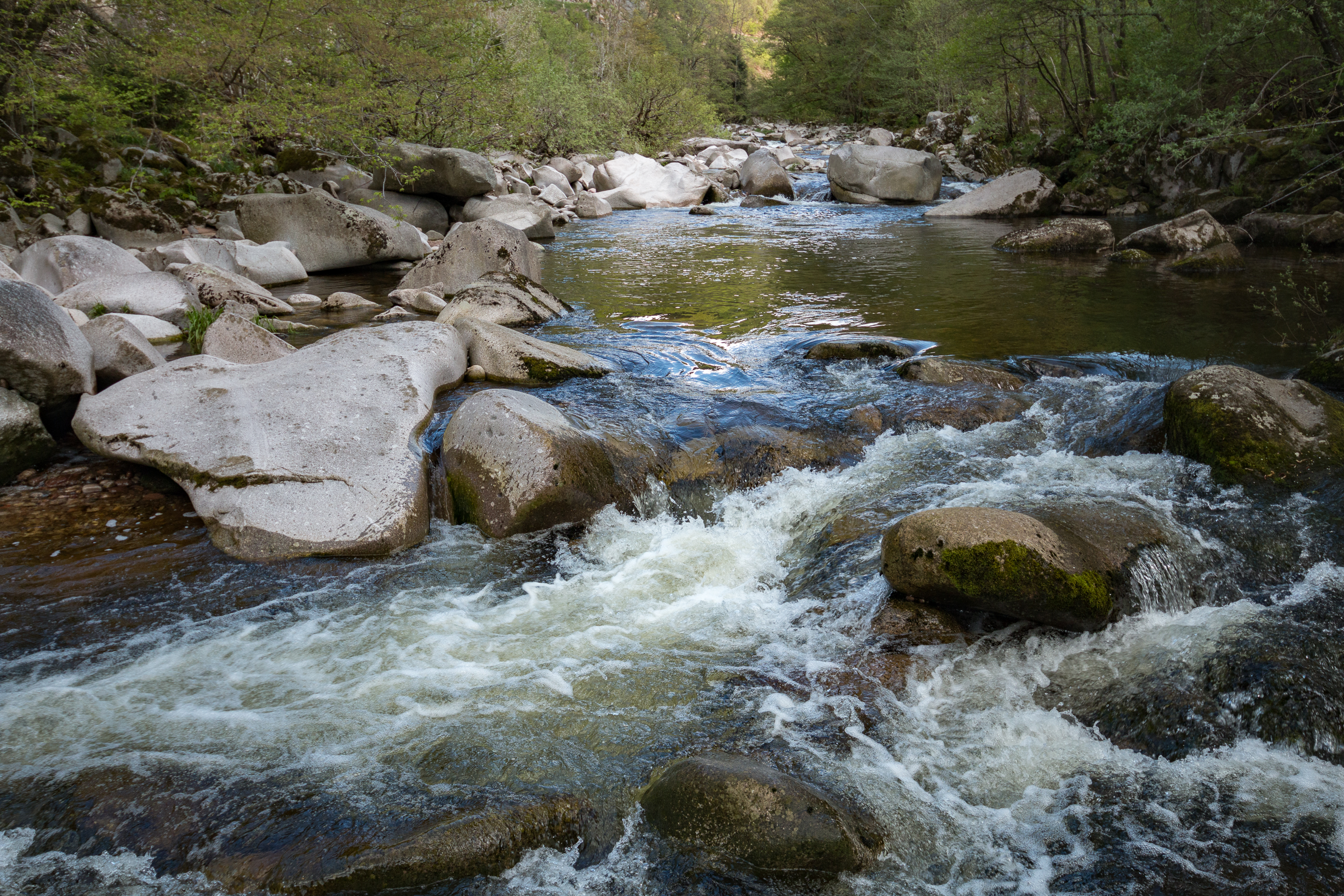
Felsbett der Murg bei Raumünzach (nach Wasserableitung zum Forbacher Kraftwerk an der Murgtalsperre)

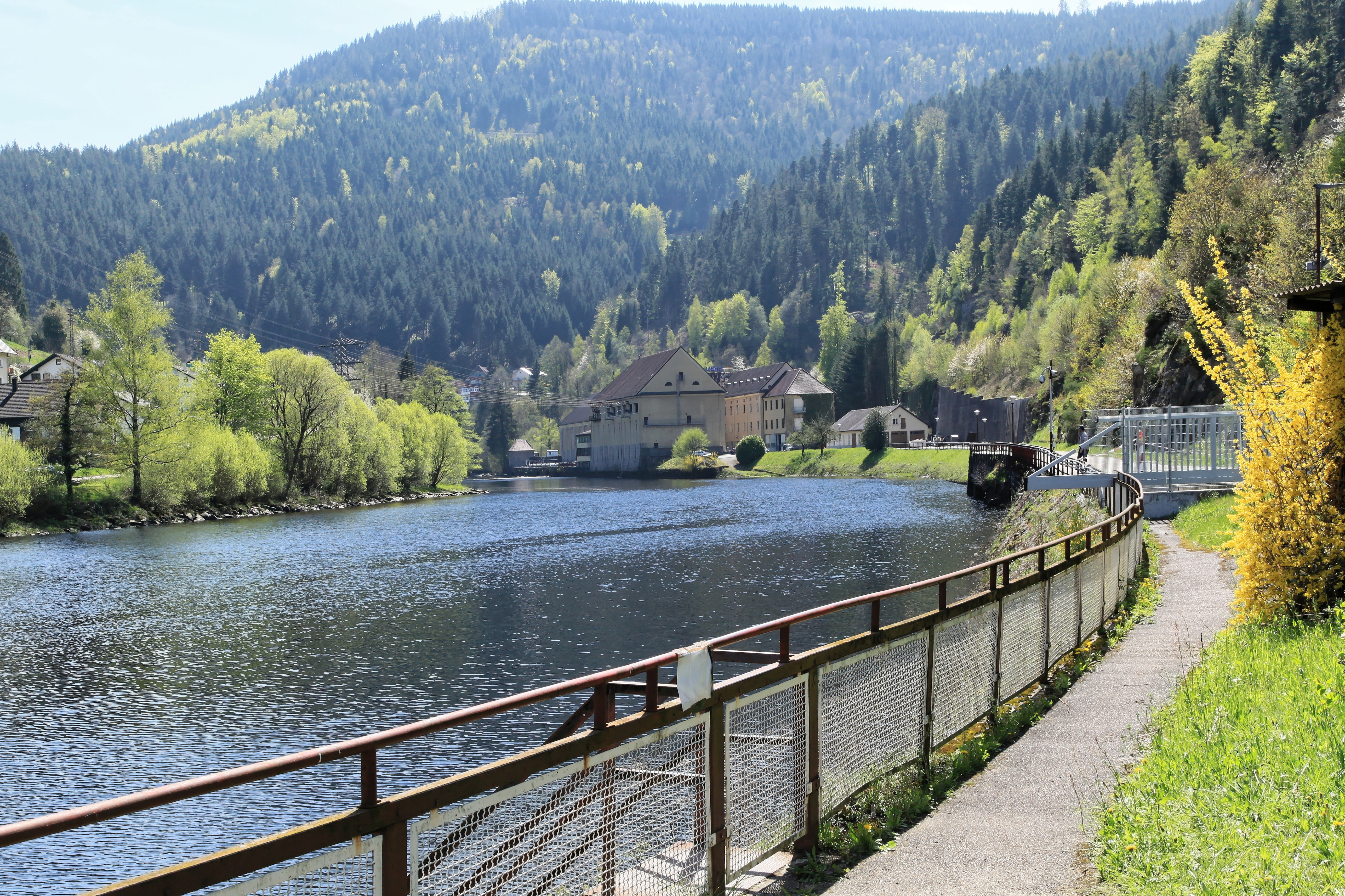
Ausgleichsbecken des Forbacher Kraftwerks

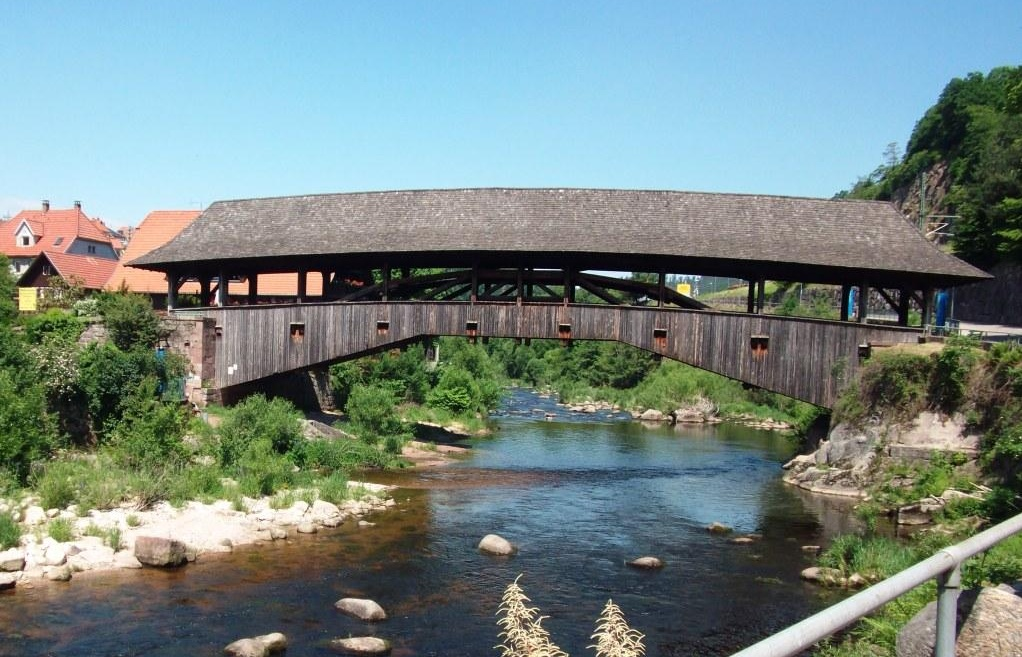
Alte Holzbrücke in Forbach

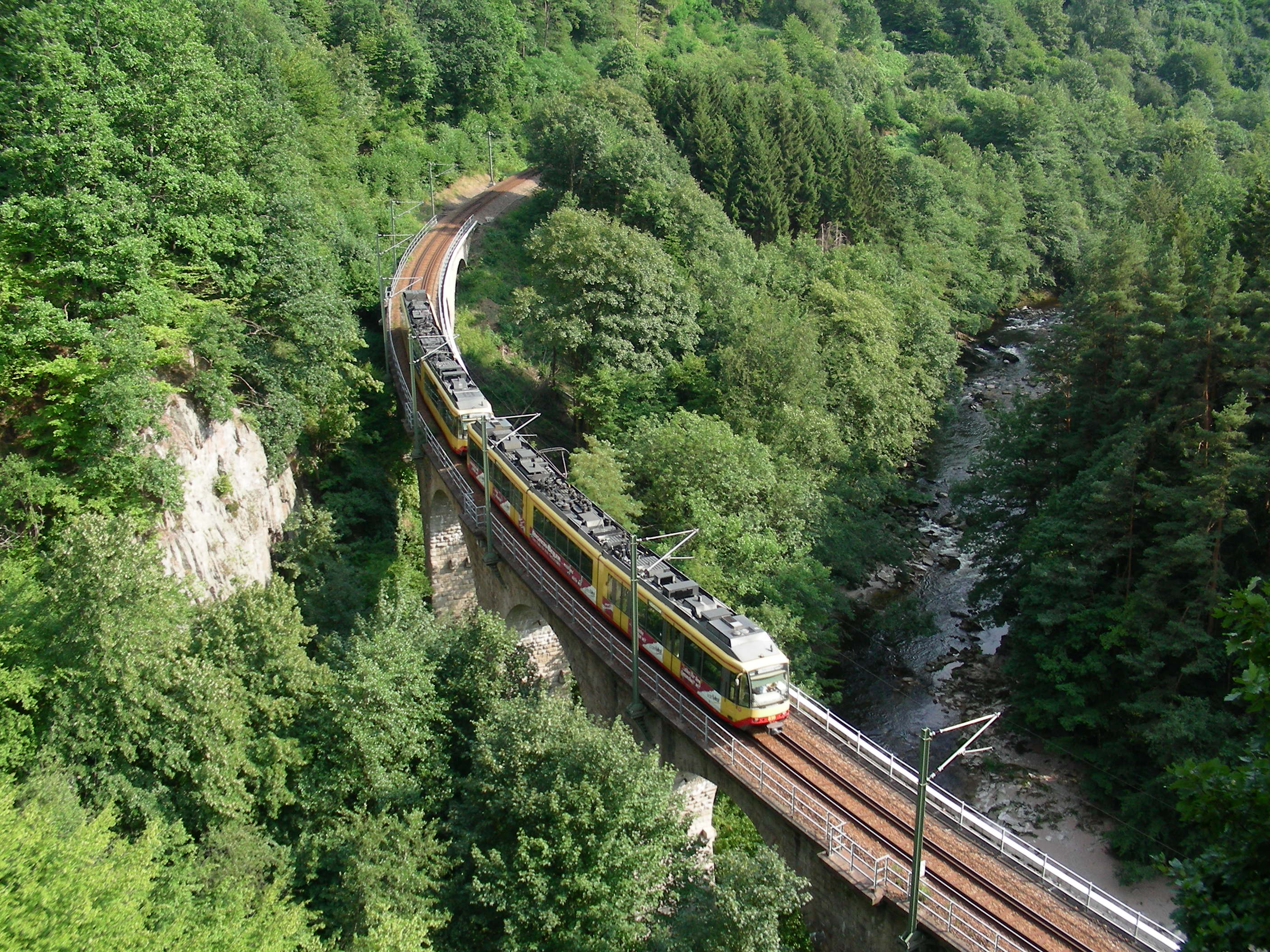
Tennetschluchtbrücke zwischen den Forbacher Ortsteilen Langenbrand und Gausbach

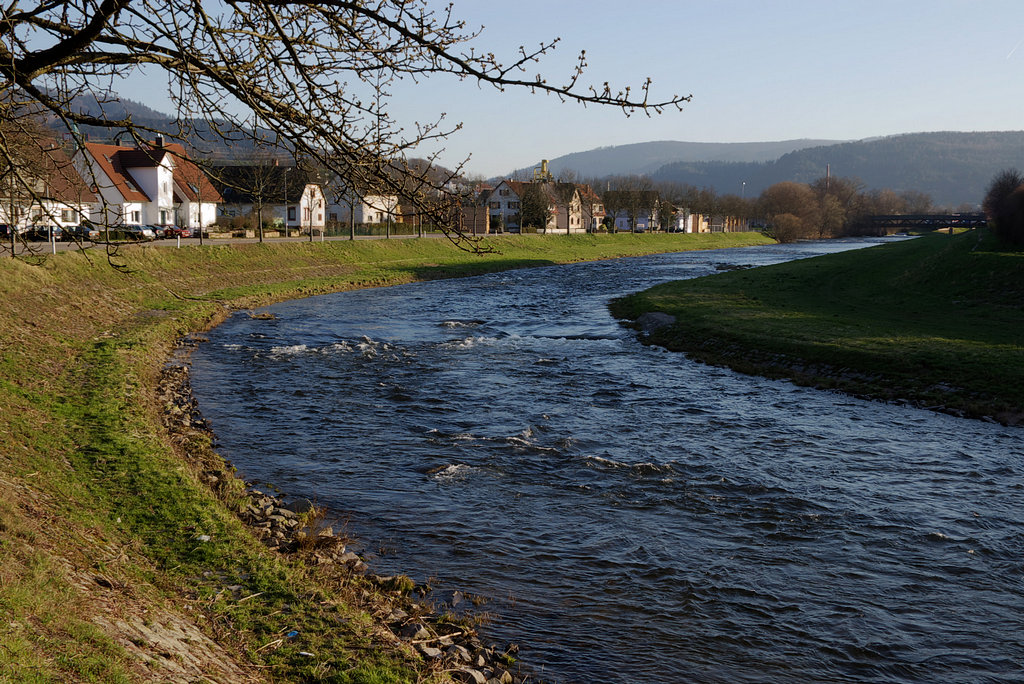
Bei Hörden ist die Murg kanalisiert

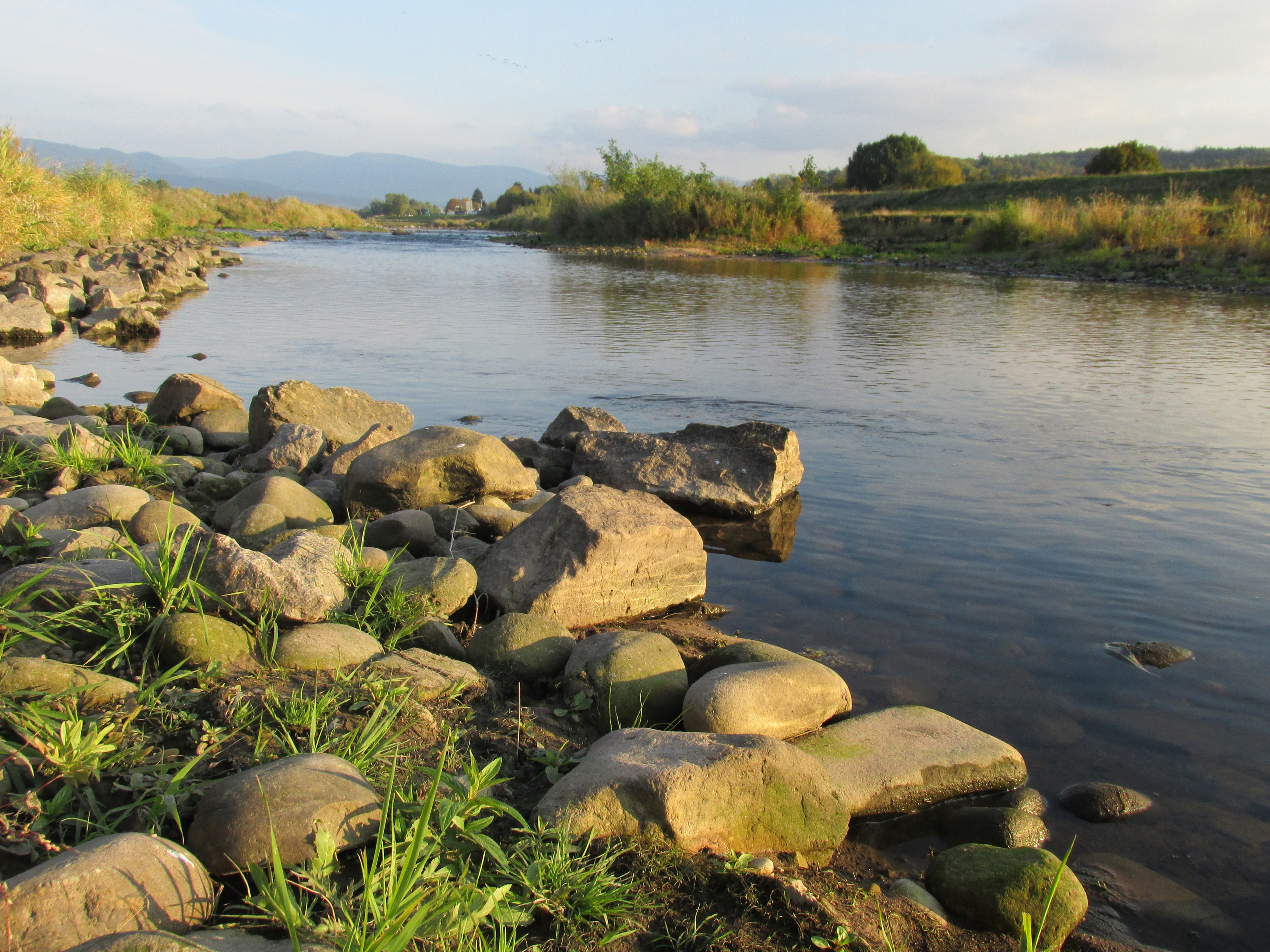
Renaturierte Murg bei Bischweier

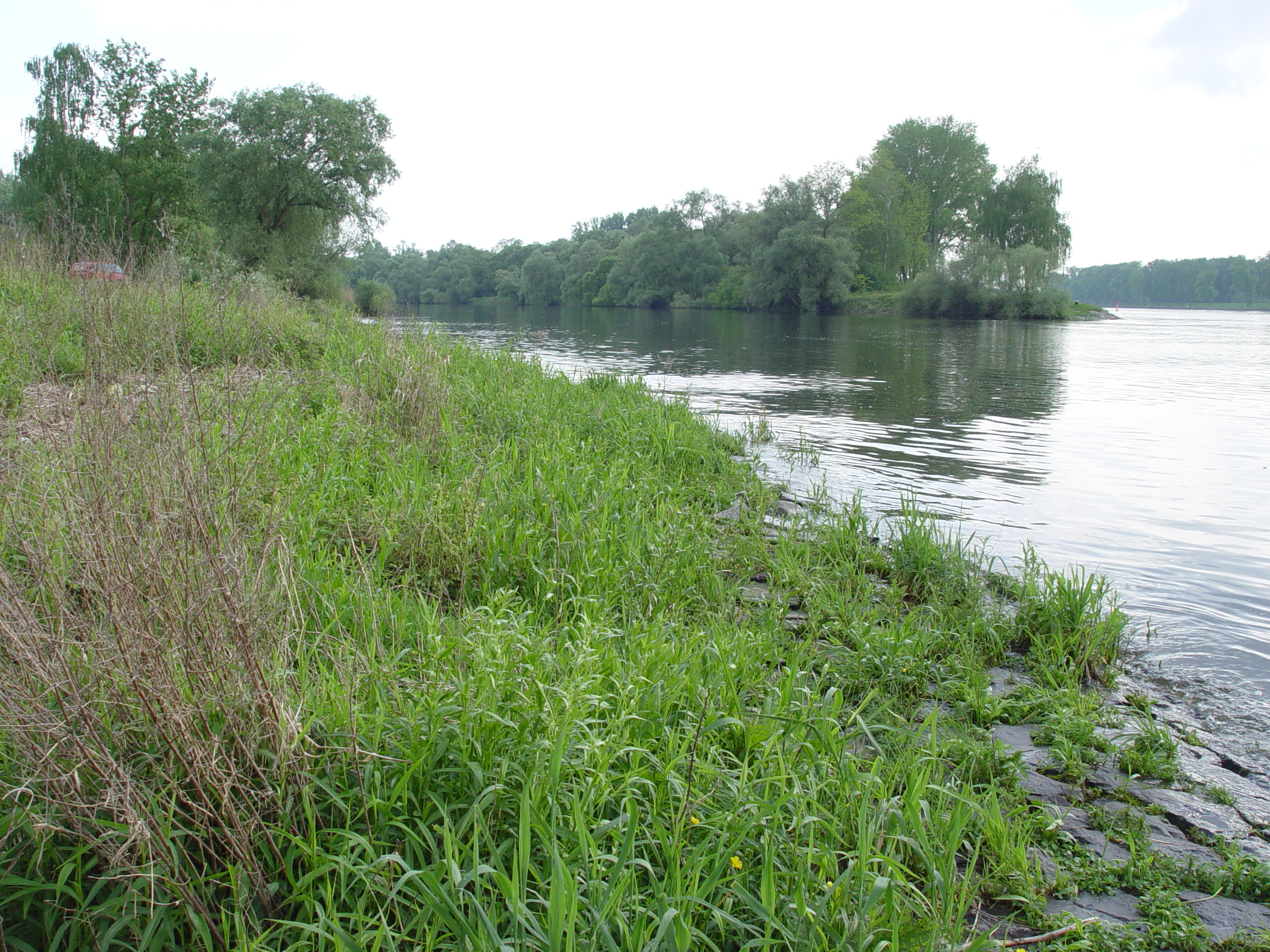
Die Mündung der Murg bei Steinmauern

Die Murg ist ein 80,2 km (mit Quellbach Rechtmurg) langer, südsüdöstlicher und orographisch rechter Nebenfluss des Rheins, im Abschnitt Oberrhein, in den baden-württembergischen Landkreisen Freudenstadt und Rastatt. Sie fließt aus dem Nordschwarzwald in die Oberrheinische Tiefebene.

## Geographie

### Verlauf
Das Murgtal ist eines der größten und tiefsten Täler des Schwarzwaldes (bis über 700 Meter) und verläuft generell nordwärts. Es trennt den niederschlagsreichen Hauptkamm des Nordschwarzwaldes mit der Hornisgrinde (1164 m) im Westen von waldreichen Buntsandsteinhochflächen im Osten.
Die Murg entsteht aus zwei größeren Quellbächen im westlichen Gebiet der Gemeinde Baiersbronn. Unterhalb des Schliffkopfs auf etwa 870 m ü. NHN Höhe entsteht, etwas oberhalb des Murgursprungs, als Hauptquellbach die Rechtmurg. Der andere, linksseitige Quellbach ist die Rotmurg, die unterhalb der Passhöhe Ruhestein (915 m) dem Rotmurgbrunnen (auch 915 m) entfließt und neben kleineren Stufen den Wasserfall Teufelsmühle bildet.
Ab der Vereinigung ihrer beiden Quellbäche auf etwa 595 m Höhe fließt die Murg südostwärts durch Mitteltal nach Baiersbronn, wo sie in die Richtung des von Süden einmündenden Forbachs einschwenkt. Ab hier folgen ihr gemeinsam die Bundesstraße 462 und die Murgtalbahn. Zunächst verläuft sie nordostwärts bis Klosterreichenbach, fortan aber nordnordwestwärts. In breitem Wiesental passiert sie die Orte Röt, Huzenbach und Schönmünzach. Nach einem siedlungsarmen, besonders gefällereichen Engbereich folgen in felsigem Abschnitt Forbach, Gausbach, Langenbrand und Au im Murgtal. In ihrem langsam breiter werdenden Tal liegen in dichter Folge die Orte Weisenbach, Hilpertsau, Obertsrot, Scheuern, die Stadt Gernsbach und schließlich Hörden. Zwischen nunmehr sanft ansteigenden Hängen verläuft die Murg nordwestwärts durch Ottenau, vorbei an der Industriestadt Gaggenau sowie an den Orten Bad Rotenfels, Oberndorf, Bischweier und Kuppenheim, wo sie die Oberrheinische Tiefebene erreicht. Hier unterquert sie die A 5 bei Niederbühl, bevor sie das Stadtzentrum von Rastatt umfließt. Ca. 6 km nordwestlich von Rastatt mündet die Murg bei Steinmauern auf etwa 110 m Höhe am Rheinkilometer 344,5 in den Rhein.
Auf französischer Seite mündet annähernd gegenüber die aus den Nordvogesen kommende Sauer.

### Gewässerdaten
Ab der Vereinigung ihrer zwei Quellbäche (Rechtmurg und Rotmurg) in Baiersbronn-Obertal ist die Murg bis zu ihrer Mündung in den Rhein 72,350 km (~ 72,4 km) lang. Zusammen mit der am Rotmurgbrunnen beim Ruhestein entspringenden Rotmurg ist sie 79,661 km (~ 79,7 km) und zusammen mit der am Schliffkopf am Murgursprung quellenden Rechtmurg mit 7,881 km Fließstrecke 80,231 km (~ 80,2 km) lang.
Das Einzugsgebiet der Murg umfasst 617 km².
Im Verhältnis zum Einzugsgebiet ist die Murg mit im Mittel 18,4 m³/s sehr wasserreich. In den Einzugsgebieten der Murg-Quellbäche und des Nebenflusses Schönmünz kommen mit rund 50 l/s.km² die höchsten Gebietsabflüsse Baden-Württembergs vor. Die Rechtmurg hat eine mittlere Wasserführung von 1 m³/s (48,55 l/s km²), die Rotmurg steuert 0,67 m³/s bei (49,24 l/s km²).

### Naturräume
Die Murg durchfließt von Süden nach Norden vier sehr unterschiedliche Tallandschaften.
- Das obere Tal im Bereich der Gemeinde Baiersbronn ist ein typisches Schwarzwaldtal mit breiten Wiesengründen und einst vorwiegend landwirtschaftlich geprägten Dörfern.
- Das mittlere Murgtal ist eine einsame, von Granitklippen durchsetzte Waldschlucht und hat mit bis zu 3,3 % ein Sohlgefälle wie ein Hochgebirgsgewässer. Die Murg war bis 1918 wegen ihrer Wasserwucht zusammen mit der Raumünzach, ihrem wasserreichsten Nebenfluss, ein berühmtes Wildwasser. Seitdem wird das hydroelektrische Potenzial des Flusses im Murgkraftwerk genutzt. Es liegt wenig oberhalb von Forbach, dem Hauptort dieses Talabschnitts.
- Das untere Murgtal ist, ähnlich dem Wiesental, eine der „Industriegassen“ im Schwarzwald. Das Tal ist hier bis über 700 Meter tief, anfangs mit unwegsamer Schluchtsohle, die sich zunehmend aufweitet und einem Siedlungsband aus zahlreichen Dörfern und Städten Platz bietet. Das historische Zentrum ist Gernsbach, zugleich Hauptort der Papier- und Pappenindustrie des Tals; die größte Stadt ist inzwischen Gaggenau mit traditionsreichem Kraftfahrzeugbau (u. a. Unimog). Der Fluss wird vielerorts von Gewerbekanälen begleitet und ist ab Gernsbach-Nord fast vollständig kanalisiert. In Höhe Bischweier wurde im Jahr 2011 eine Renaturierung durchgeführt. Ziel ist die Schaffung eines naturnahen Gewässerbettes mit Strömungs-, Substrat- und Tiefenunterschieden, so dass für Fische und Kleinlebewesen unterschiedliche Teillebensräume entstehen. Das Gewässerbett kann hier aufgrund unauffällig gestalteter Ufersicherungen weitgehend sich selbst überlassen werden.
- Bei Kuppenheim tritt die Murg in die Rheinebene aus, wo sie das Stadtzentrum von Rastatt umfließt. Im späten 18. und frühen 19. Jahrhundert wurde der Murgverlauf im Rheintal begradigt. Unmittelbar vor der heutigen Mündung in den Rhein bei Steinmauern durchstößt der Flusskanal die Feuchtgebiete der Rastatter Rheinauen. Die Flussmündung wurde im Zuge der Rheinbegradigung durch Johann Gottfried Tulla etwa 1,5 Kilometer nach Nordwesten verlegt.

### Zuflüsse
Die Murg fließt in ihrem langgestreckten Einzugsgebiet nicht mittig, sondern weiter östlich, so dass von Westen (links) her mehr und größere Nebenflüsse die Murg erreichen als von Osten.
Der Hauptquellbach Rechtmurg entsteht aus den Quellfließen Schurbach und Tränkenteich, der Rotmurg fließen das gleich starke Muckenbächle und der Höllbach mit seinen Wasserfällen zu. Zu den größeren Murg-Nebenflüssen gehören linksseitig Tonbach, Schönmünz, Raumünzach und Oos (Nordarm) sowie rechtsseitig Forbach und Sasbach.

### Verwaltungsgliederung
Zwischen Baiersbronn-Schönmünzach und Forbach-Kirschbaumwasen verläuft die ehemalige Staatsgrenze zwischen Württemberg und Baden. Der obere, ehemals württembergische Talabschnitt gehört heute zum Landkreis Freudenstadt. Der untere, ab dem 12. Jahrhundert unter Führung der Ebersteiner besiedelte und später badische Abschnitt ist heute Teil des Landkreises Rastatt.

### Städte und Gemeinden
Von der Quelle bis zur Mündung liegen entlang der Murg diese Städte und Gemeinden:
| - Baiersbronn - Forbach - Weisenbach - Gernsbach - Gaggenau | - Bischweier - Kuppenheim - Rastatt - Steinmauern |

## Mundart
Im Murgtal treffen mehrere Dialektgebiete aufeinander. Die Gegend am Oberlauf, um das altwürttembergische Baiersbronn, bildet den westlichsten Zipfel des schwäbischen Mundartraumes. Die flussabwärts folgende alte Herrschaftsgrenze zu Baden ist identisch mit der auch heute noch sehr starken Dialektgrenze zum Oberrheinalemannischen, das den unteren Teil des Murgtals beherrscht. Am Unterlauf der Murg in der Rheinebene findet sich ein alemannisch-fränkischer Übergangsdialekt mit zahlreichen südfränkischen Mundartmerkmalen.

## Wirtschaft und Infrastruktur

### Verkehr
Dem Tal folgen die Murgtalbahn und die Schwarzwald-Tälerstraße (Bundesstraße 462); beide zählen bautechnisch und landschaftlich zu den bemerkenswertesten Verkehrswegen in Deutschland.
Der schluchtartige Charakter des mittleren Murgtals stellte für die Entwicklung der Verkehrswege über Jahrhunderte ein großes Hindernis dar. Die erste Straße von Gernsbach ins obere Tal umging diesen Abschnitt: Der Alte Weinstraße genannte Handelsweg führte zunächst steil bergan und verlief entlang der Höhenzüge der östlichen Talflanke. Erst in der zweiten Hälfte des 18. Jahrhunderts wurde eine durchgehende Straße im Talgrund gebaut.
Der Bau der Murgtalbahn wurde in Form voneinander unabhängiger Stichstrecken von Rastatt und Freudenstadt aus begonnen. Auf badischer Seite ging der erste Streckenabschnitt Rastatt–Gernsbach 1869 in Betrieb, Württemberg folgte 1901 mit der Strecke Freudenstadt–Klosterreichenbach. Nach mehreren Ausbauetappen wurde eine durchgehende Bahnverbindung erst 1928 hergestellt, also 60 Jahre nach Baubeginn und erst, als die jeweiligen Länderbahnen der Hoheit des Deutschen Reichs unterstellt waren.

### Flößerei
Bis ins 19. Jahrhundert war die Murg eine wichtige Handelsstraße für die Holz-Flößerei des Tals. Die Holzhändler und Sägewerksbesitzer im ebersteinischen (später badischen) Talabschnitt schlossen sich zur Handelsgesellschaft Murgschifferschaft zusammen, deren erste Satzung von 1488 stammt. Das im mittleren und unteren Murgtal geschlagene Holz wurde über die Murg bis Steinmauern geflößt, wo es getrocknet und zu größeren Flößen montiert wurde. Diese wurden von den Rhein-Flößern, welche auf diesem Abschnitt das Monopol hatten, auf dem Rhein bis Mannheim verbracht. In Mannheim wurden dann noch größere schwimmende Holzverbünde erstellt und teilweise bis in die Niederlande geflößt.
Im 18. Jahrhundert entwickelte sich durch die große Nachfrage aus den Niederlanden nach Langholz ein großer Boom des Holzhandels, der bis zum Ende des Jahrhunderts zu großen Kahlschlägen in den Waldungen führte. Anstatt der Murgschifferschaft, die auf Schnittholz spezialisiert und nicht kapitalkräftig genug für die Durchführung des großen Langholzgeschäfts war, übernahmen andere Holzkompagnien dieses Geschäft.
Der Holztransport wurde durch die Felsschlucht des mittleren Tales behindert; dieser Abschnitt konnte bis 1768 nicht durchgehend mit Flößen befahren werden. Bereits im frühen 18. Jahrhundert hatten württembergische Holzhandelsgesellschaften versucht, durch Felssprengungen im Flussbett eine Floßstraße zu schaffen, um die Stämme aus dem oberen Talabschnitt schneller an den Rhein und nach Holland zu bringen. Jedoch musste, auch wegen Differenzen mit dem in Gernsbach mitregierenden Hochstift Speyer, ein großer Teil des württembergischen Holzes bei Huzenbach etwa 200 Höhenmeter den Berg hinauf befördert werden, um es dann über die benachbarten Täler von Nagold und Enz zu verflößen. Dazu baute man 1755 einen Maschine genannten Aufzug. Mit einer Reihe per Menschenkraft bewegter Laufräder wurden die Baumstämme an Seilen in einer Holzrinne den steilen Berghang hinaufgezogen. Die anfällige Konstruktion wurde jedoch nach wenigen Jahren aufgegeben und der Transport wieder von Fuhrwerken übernommen.
Um die Stämme per Trift aus den Seitentälern in die Murg zu schwemmen, errichtete man in den Wäldern Dämme (Schwallungen) wie die Herrenwieser Schwallung und staute vorhandene Seen weiter auf.
Die Flößerei verlor nach dem Bau der Murgtalbahn an Bedeutung. 1896 fuhr das letzte Floß die Murg hinunter, seit 1913 ruhte die Flößerei und wurde 1923 auch offiziell untersagt.

## Freizeitnutzung

### Wandern und Radwandern
Dem Verlauf der Murg von der Quelle bis zur Mündung folgt seit 1981 der ca. 100 km lange Murgtalwanderweg. Der Wanderweg Murgleiter führt auf 110 km Länge zwischen Gaggenau und Schliffkopf über Höhen beiderseits des Flusses. Die Gernsbacher Runde erkundet die Höhen des Murgtals bei Gernsbach. In Forbach kreuzt der Westweg als Teil des Europäischen Fernwanderwegs E1 das Tal.
Der 67 km lange, in Freudenstadt beginnende Radwanderweg Tour de Murg begleitet den Fluss ab Baiersbronn bis Rastatt.
Durch die Beliebtheit des Murgtals bei Radfahrern betreibt DB Regio Mitte unter dem Murgtäler Radexpress von Mai bis Oktober an Sonn- und Feiertagen einen zusätzlichen Regionalexpress von Ludwigshafen (Rhein) Hbf nach Freudenstadt Hbf und zurück, welcher zusätzlich Fahrradwagen zur Kapazitätserweiterung mitführt.

### Kajak- und Kanufahren
Die Murg ist bei hohem Wasserstand, wie er nach ergiebigen Regenfällen oder Schneeschmelze vorkommt, für Kajakfahrer und Kanuten befahrbar und gilt als einer der schönsten Wildwasserflüsse Deutschlands. Das Bachbett ist breit und große Felsen prägen den Charakter des Flusses. Eine zunehmend starke Nutzung der Wasserkraft und die Wehr-Verbauungen erschweren eine sichere Befahrung mit Kajaks und Kanus. Risiken sind eine plötzliche Öffnung der Stauanlagen durch die Kraftwerksbetreiber oder Wehrumbauten zu lebensgefährlichen Tosbecken. Für Kanusportler bieten die Flussabschnitte im Murgtal Wildwasser im Bereich von WW II bis WW V.